# Zoltai Tibor
Zoltai Tibor (Győr, 1925. október 17. – Saint Paul, 2003. július 13.) amerikai-magyar geológus, mineralógus; a Magyar Tudományos Akadémia tagja (k: 1990).

## Életpályája
1944–1950 között a Műegyetemen, a Grazi Egyetemen és a Sorbonne-on tanult. 1945 után szüleivel Amerikába költözött. 1952–1955 között a Torontói Egyetemen bányamérnöki diplomát szerzett. 1952–1958 között az Anaconda Co. kutató geológusa volt. 1955–1959 között a Massachusetts Institute of Technology (MIT) ásványtant és kristálytant tanult; és tanársegédként is dolgozott. 1959–1963 között a Minnesotai Egyetem geológiai és geofizikai tanszékének adjunktusa, 1963–1964 között docense, 1964–1991 között professzora volt. 1963–1972 között tanszékvezető vendégprofessszor volt az NSZK-ban és Venezuelában. 1989-től a Miskolci Egyetem díszdoktora volt. 1990-től a Magyar Tudományos Akadémia külső tagja lett. 1991-ben nyugdíjba vonult.
Kutatási területe a kristályszerkezet-meghatározás és annak finomítása, az ásványok kristályszerkezetének rendszerezése, az azbeszt szerkezete és rákokozó hatása. Több mint 70 tudományos cikk szerzője volt.

## Családja
Szülei: Zoltai Miklós és Schmidt Erzsébet voltak. 1950-ben házasságot kötött Wágner Olgával. Három gyermekük született: Péter (1956), Katharina (1958) és Lilian (1970).

## Művei
- Mineralogy. Concepts and Principles (J. H. Stouttal, 1984)
- Stereoscopic drawings of polyhedral mineral structure models
- Mineralogy: Problems and solutions

## Díjai
- Kiemelkedő Munkásságért-díj (1983)
- Vendl Mária-emlékérem (1991)[1]